# Xenocrasis anamarcelae
Xenocrasis anamarcelae är en skalbaggsart som beskrevs av Tavakilian och Peñaherrera 2003. Xenocrasis anamarcelae ingår i släktet Xenocrasis och familjen långhorningar. Inga underarter finns listade i Catalogue of Life.